# Rosa Lentini
Rosa Lentini, nacida en Barcelona en 1957 es poeta, traductora, crítica y codirectora de Ediciones Igitur junto al escritor  Ricardo Cano Gaviria. Miembro fundador de las revistas Asimetría (1986-88) y Hora de Poesía (1979-95), de la que fue directora. En esta última revista tradujo a numerosos autores, destacando las traducciones de poemas de Pierre Reverdy, Guillaume Apollinaire, Max Jacob, Gabriel Ferrater o de poetas contemporáneos como Hugues Labrusse, Gerard Macé o Lou Dubois entre otros; realizó varias antologías, algunas en colaboración: Poesía del Alto Atlas; Poesía Hain-Teny de Madagascar; Poetas suizos en lengua francesa; Poesía colombiana; Poesía Hispanoamericana; Poesía alemana y una Selección de poetas españoles. Como seleccionadora es responsable de antologías sobre Carlos Edmundo de Ory y Javier Lentini. Poemas suyos han sido incluidos en numerosas antologías y traducidos al inglés, italiano, francés, catalán, rumano y portugués. Es coautora, junto al académico Francisco Rico, de la antología Mil años de poesía europea, 2009. 

## Libros de Poemas
- La noche es una voz soñada, 1994[1]

- Leyendo a Alejandra Pizarnik  (plaquette), 1999[2]

- Cuaderno de Egipto (plaquette), 2000[3]
- Intermedio, (plaquette)
- 2001El sur hacia mí, 2001[4]

- Las cuatro rosas (plaquette), 2002[5]

- Leggendo Alejandra Pizarnik, edizione di Emilio Coco[6]

- El veneno y la piedra, 2005[7]
- Transparencias, 2006

- Tsunami si alte poeme. Antología poética, 2011[8]

- Tsunami,  2013.[9]

- Tuvimos, 2013[10]

- Poesía reunida 2014-1994, 2015.[11]

- El soplo del diablo y otros poemas (Antología poética), 2017.[12]

- Hermosa nada, 2019
- Fuera del día, 2022. (Con este libro se cierra la trilogía poética "Hablando de objetos rotos", empezada con Tuvimos y continuada con Hermosa nada).
- Hablando de objetos rotos (plaquette), 2023.
- Antología inversa, 2023

## Traducciones
- Siete poetas norteamericanas actuales: May Swenson, Denise Levertov, Maxine Kumin, Adrienne Rich, Linda Pastan, Lucille Clifton y Carolyn Forché, en colaboración con Susan Schreibman. 1991.

- El ladrón de Talan, novela en verso, de Pierre Reverdy, prólogo de Philippe Soupault, 1997.

- Antología", de Joan Perucho, 2000.

- La casa desierta y otros poemas, de Rosa Leveroni, 2000.

- Satán dice, de Sharon Olds, (en colaboración con Ricardo Cano Gaviria), 2001.

- Devoción, de Yves Bonnefoy (2003)

- Poesía reunida y poesía inédita 1911-1982 de Djuna Barnes, (en colaboración con Osías Stutman),  2004.

- Poemas del viejo de Eugen Dorcescu (en colaboración con el autor),  2012.

- Últimos días de Giuseppe Ungaretti (en colaboración con Ricardo Cano Gaviria), en Vida de un hombre (poesía completa), 2015.

- Arvad, de Carles Duarte, 2016.
- Esperando mi vida, de Linda Pastan (en colaboración con Jonio González), 2021.

## Acerca de su poesía
- VVAA. La máscara del poeta. Ensayos sobre la poesía de Rosa Lentini.  Edición de  Ricardo Cano Gaviria. 2023.

## Cine
- El viaje, mediometraje  (idea original del film, y coautoría del guion con su director, Ricardo Cano Gaviria)

## Comentarios críticos
"Lentini vuelve todo literal, necesita consignar materialmente lo que su imaginación -o (y) su existencia real- experimenta. De ahí su capacidad de contagio y desprendimiento, fulgor y densidad. ¿Cómo se queda el lector? Literalmente deslumbrado, iluminado por la letra".  (Eduardo Milán Damilano, del prólogo a Poesía reunida 2014-1994. Animal sospechoso, 2015.)
"Los poemas de Lentini remueven con rotundidad el humus donde creció la conciencia de sí: la niñez y la escuela, el mundo exterior al útero familiar, priorizando la huella que su presencia ausente dejó en un modo de mirar alrededor, de crecer y madurar". (Jenaro Talens, del prólogo a Tuvimos, Bartleby 2013.)
Los versos expresan de algún modo la nueva edad del poeta, consciente ya del poder al mismo tiempo demiúrgico y catártico de su palabra. (Ricardo Cano Gaviria, del prólogo a Tsunami (poema), Igitur, 2013.)
"Con este libro, la autora se afirma como una de las voces más seguras dentro del ámbito de la gran poesía española de hoy. (…) Solo los poetas, como Rosa Lentini, saben lo que hay detrás del espejo y sus profundidades: el misterio del mundo, su origen, su excepcionalidad devorada." (Joan Perucho, El sur hacia mí, Igitur, 2001.) “Rosa Lentini es una escritora modernista, rebelde y marginal. En su poesía, el contenido se enfrenta invariablemente a la forma. El resultado es un artefacto vibrante, casi un ser vivo”. J. M. Romeo Barea (La Tribu). “La poesía de Rosa Lentini es el regalo de la máscara, de la auténtica poesía.”. Ana Nuño (Tendencias21). “Quiero decirlo ya: ante Tuvimos me siento frente a uno de los libros capitales de mi generación. De ahí mi estupor, el que produce siempre una obra de arte que cambia las condiciones que suponíamos para el arte. En este caso Tuvimos modifica el retrato poético de mi generación. Le proporciona un significado: una generación que tal vez nunca rompiera sus cordones umbilicales, incapaz quizá de generar un relato, que al cabo se encuentra a sí misma, ya en un presente tardío, pero por primera vez un presente en desolada y desnuda primera persona”. José Ángel Cilleruelo. “Lejos de toda crudeza confesional, lo que hallamos aquí es un sondeo espacioso y liberador de la propia memoria. El resultado es una poesía que no se asemeja a ninguna otra en España y que ocupa un lugar claramente aparte, como si se cumpliera de nuevo (“parece un poeta sin tradición”) lo que dijo Cernuda de Aleixandre. (Jordi Doce, La lectura, El Mundo).

## Premios
- Finalista del Premio Nacional de Poesía en 2014 por Tuvimos
- X Premio José Luis Giménez-Frontín de la ACEC 2019 por la labor de Acercamiento entre Culturas

## Enlaces
En A media voz
En Animal sospechoso
En Tendencias
En El toro de barro
En Ediciones Igitur
En Fantasticplasticmag